# Giovan Battista Bracciolini
Giovan Battista Bracciolini (Lanciolina, 1439 – Roma, 1470) è stato un religioso e storico italiano.
Nato nell'allora castello, oggi villaggio, di Lanciolina sulle colline di Terranuova Bracciolini, era il figlio secondogenito del celebre umanista Poggio Bracciolini.
Cominciò con il laurearsi in Diritto civile ma non troppo tempo dopo cambiò strada e prese una laurea anche in Diritto canonico per poi darsi alla carriera ecclesiastica. Prima priore di San Lorenzo a Montevarchi, poi canonico della Cattedrale di Santa Maria del Fiore a Firenze e di quella di San Donato ad Arezzo, rimase in Toscana fino a quando non venne chiamato a Roma dove invece fu rettore della Basilica di San Giovanni in Laterano. Promosso Accolito Palatino, finì la sua carriera vaticana come Prelato Chierico della Reverenda Camera Apostolica.
Ma più che per la sua ascesa nella curia papale, Giovan Battista Bracciolini è principalmente ricordato come storico e biografo del condottiero Niccolò Piccinino e del cardinale Domenico Capranica.
«Per lo stesso motivo noi ci sbrigheremo con la medesima sollecitudine di Gio. Battista Bracciolini figlio del celebre Poggio Fiorentino, il quale per avere scritta latinamente la Vita di Niccolò Piccinino, ove molte, e molte cose disse della Storia Perugina di quei tempi, se non ha d'avere un distinto luogo fra gli Storici Perugini, certamente la sua memoria non dobbiamo omettere in queste ricerche. Anche di lui parlò lo Zeno, ed a ragione dimostrò di aver mancato il Vossio, per averlo omesso fra suoi Storici Latini, che pure vi dovea aver luogo, non solamente per la Vita del Piccinino  ma anche per quella del celebre Cardinal Domenico Capranica. A' tempi dello Zeno era inedita la Vita latina del Piccinino, ed egli ne cita un testo a penna della Biblioteca Gaddi di Firenze. Il primo a far ricerca di questa Vita scritta dal Bracciolini, sembra che fosse Angelo Baldeschi».